# 亀山町 (田原市)
亀山町（かめやまちょう）は、愛知県田原市の地名。25の小字が設置されている。

## 地理
旧渥美町西部に位置する。西は伊良湖町、北は中山町に接する。

### 字一覧
字名は以下の通りである。
| - 石堂山（いしどうやま） - 稲場（いなば） - 上中原（うえなかはら） - 上ノ越（うえのこし） - 大構（おおがまえ） - 大辻（おおつじ） - 岡山（おかやま） - 起（おこし） - 川地（かわじ） | - 草刈場（くさかりば） - 五斗山（ごとやま） - 小中原（こなかはら） - 小林（こばやし） - 三本松（さんぼんまつ） - 地ノ神（じのかみ） - 十七畑（じゅうしちばた） - スルシ沢（するしざわ） | - 瀬戸畑（せとばた） - 西田原（にしたはら） - 農畑（のうはた） - 野丹場（のたんば） - 平沢（ひらさわ） - 札ノ辻（ふだのつじ） - 本畑（ほんはた） - 山畑（やまはた） |

## 歴史

### 地名の由来
神山が転じたものとも、天白川上流にある蓬萊の地を指す地名ともいわれる。

### 沿革
- 江戸時代 - 三河国渥美郡の幕府領として所在[7]。
- 天和元年 - 旗本間宮氏の知行地となる[7]。
- 天和5年 - 旗本戸田氏の知行地となる[7]。
- 元禄元年 - 大垣新田藩領となる[7]。
- 1889年（明治22年） - 合併に伴い、福江村大字亀山となる[7]。
- 1897年（明治30年） - 町制施行に伴い、福江町大字亀山となる[7]。
- 1955年（昭和30年） - 合併に伴い、渥美町大字亀山となる[7]。
- 2005年（平成17年）10月1日 - 合併に伴い、田原市亀山町となる。

## 世帯数と人口
2015年（平成27年）10月1日現在の世帯数と人口は以下の通りである。
| 町丁   | 世帯数  | 人口  |
| ------ | ------- | ----- |
| 亀山町 | 136世帯 | 539人 |

### 人口の変遷
国勢調査による人口の推移
| 2005年（平成17年） | 608人 | [ 8 ] |  |
| 2010年（平成22年） | 594人 | [ 9 ] |  |
| 2015年（平成27年） | 539人 | [ 2 ] |  |

## 学区
市立小・中学校に通う場合、学区は以下の通りとなる。また、公立高等学校に通う場合の学区は以下の通りとなる。
| 番・番地等 | 小学校             | 中学校             | 高等学校 |
| ---------- | ------------------ | ------------------ | -------- |
| 全域       | 田原市立亀山小学校 | 田原市立福江中学校 | 三河学区 |

## 交通
- 国道259号（田原街道）[5]

## 施設
- 豊島神社[5]
- 曹洞宗亀鶴院[5]
- 伊勢神宮神御衣御料所[5]
- 田原市立亀山小学校

## その他

### 日本郵便
- 郵便番号 : 441-3625[3]（集配局：渥美郵便局[12]）。